# René Clément
Pour les articles homonymes, voir Clément.
René Clément, né le 18 mars 1913 à Bordeaux et mort le 17 mars 1996 à Monaco, est un réalisateur français.
Il est le seul réalisateur français à avoir remporté deux fois l'Oscar du meilleur film en langue étrangère, pour Au-delà des grilles (1951) puis pour Jeux interdits (1953).

## Biographie
René Clément, fils du décorateur Maurice Clément, fréquente le lycée à Bordeaux puis les Beaux-Arts de Paris, où il étudie l’architecture. Il réalise son premier film, César chez les Gaulois, un dessin animé, en 1931. Après la mort de son père, il interrompt ses études et se consacre au cinéma, par lequel il est déjà passionné à l’adolescence.
En 1934, il rencontre Jacques Tati et commence à travailler avec lui. Il fait son service militaire au Service cinématographique de l’Armée. Il réalise son premier court-métrage avec Jacques Tati, une comédie légère, Soigne ton gauche en 1936.
Ensuite, pendant les années trente, il tourne des films documentaires. En 1937, il voyage avec l’archéologue Jules Barthoux au Yémen pour tourner un documentaire sur ce pays. Il est atteint du typhus et même incarcéré à plusieurs reprises.
Pendant la Seconde Guerre mondiale, il continue à se consacrer aux documentaires. Son documentaire Ceux du rail, un court métrage sorti en 1943 intéresse la coopérative générale du cinéma français qui le choisit pour réaliser La Bataille du rail. Un an plus tard, ce premier long-métrage sorti en salles connait le succès, ce qui lance la carrière de René Clément. Le film met en scène la résistance des cheminots pendant l’Occupation allemande, valant à son auteur le prix du jury au festival de Cannes de 1946. Clément devient alors l'un des metteurs en scène français les plus en vue de l’après-guerre.
Six ans plus tard son probable plus gros succès, Jeux interdits (1952) remporte le Lion d'or à Venise et l’Oscar du meilleur film en langue étrangère.

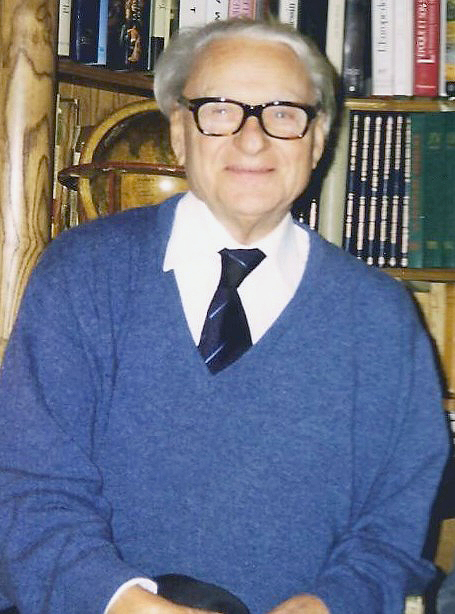
Le cinéaste en 1995.

Sa réputation s'étend notamment aux États-Unis où il trouve certaines de ses têtes d’affiches comme Jane Fonda pour Les Félins (1964), Charles Bronson pour Le Passager de la pluie (1969) ou Faye Dunaway pour La Maison sous les arbres (1971).
« Chacun de mes films est la somme de tout ce que j'ai appris auparavant dans tous les domaines », déclarait-il.
Membre fondateur de l'Institut des hautes études cinématographiques (IDHEC), ce touche-à-tout est élu à l'Académie des beaux-arts au fauteuil du sculpteur Georges Hilbert, fauteuil transféré à la section cinéma et audiovisuel à la création de cette dernière en 1985. Il est président de l'Académie et de l'Institut en 1990. Gérard Oury lui succède en 1998, deux ans après sa mort, et prononce son éloge sous la Coupole en 2000.
René Clément meurt le 17 mars 1996, à Monaco, la veille de son 83e anniversaire. Il est inhumé dans un premier temps au cimetière du Trabuquet à Menton (Alpes-Maritimes), avant d'être transféré dans le jardin de sa propriété de Saint-Pée-sur-Nivelle (Pyrénées-Atlantiques).
Il reste, à ce jour, le cinéaste français le plus primé du festival de Cannes avec cinq récompenses obtenues entre 1946 et 1954.

## Réception critique
L’œuvre de René Clément a été souvent critiquée par les jeunes auteurs de la Nouvelle Vague, et ce malgré ses constantes innovations de tournage, notamment les prises de vues en extérieurs urbains (à Londres dans Monsieur Ripois en 1954, à Gênes dans Au-delà des grilles en 1948, à Naples dans la scène du marché aux poissons à la fin du film Plein soleil en 1959) où les comédiens jouent devant des caméras dissimulées ou mobiles, innovation qui donne une vérité et une dimension documentaire à plusieurs de ses films. Comme le feront plus tard Louis Malle et Miles Davis dans Ascenseur pour l’échafaud, la dérive de Monsieur Ripois est accompagnée par le jazz de Roman Vlad.
Il endure des critiques très agressives de la part de François Truffaut, en contradiction pour une fois avec André Bazin. Clément en restera blessé et amer, considérant que sa carrière en a été limitée, à l'instar de nombre d'autres réalisateurs (Jean Delannoy, Claude Autant-Lara) eux aussi ciblés par les critiques des Cahiers du cinéma.
Pour chacun de ses nouveaux films, il utilise un style différent : de l’adaptation littéraire comme Gervaise (1956, d'après le roman L'Assommoir d’Émile Zola), Plein Soleil (1960 d’après le roman Monsieur Ripley de Patricia Highsmith), Monsieur Ripois (1954, d'après Monsieur Ripois et la Némésis de Louis Hémon), des thrillers comme Le Passager de la pluie (1969) ou La Course du lièvre à travers les champs (1972), jusqu’au drame psychologique comme Les Félins (1962) et des souvenirs de la Seconde Guerre mondiale avec Paris brûle-t-il ? (1966).
En 1982, Alain Delon réalise Le Battant, un film qu'il dédie à celui qu'il appelle son maître : René Clément.

## Hommages
En 2013, la Cinémathèque française lui rend hommage pendant toute la durée du mois de juin, avec une projection complète de son œuvre, y compris les courts-métrages, la restauration de plusieurs films en copie neuve, une table ronde et la projection du documentaire d'Alain Ferrari.
En 2021, L'ADRC et Le Festival La Rochelle Cinéma (FEMA) s'associent pour présenter une rétrospective consacrée à René Clément.
En juin 2022, Monsieur Ripois, longtemps invisible, ressort en salles, salué par la critique.

## Filmographie

### Longs métrages
- 1945 : La Boîte aux rêves d'Yves Allégret et Jean Choux (assistant réalisateur)
- 1946 : La Belle et la Bête de Jean Cocteau (assistant réalisateur)
- 1946 : La Bataille du rail
- 1946 : Le Père tranquille (La Vie d'une famille française durant l'occupation)
- 1947 : Les Maudits
- 1949 : Au-delà des grilles
- 1950 : Le Château de verre
- 1952 : Jeux interdits
- 1954 : Monsieur Ripois
- 1956 : Gervaise
- 1958 : Barrage contre le Pacifique (This Angry Age)
- 1960 : Plein soleil
- 1961 : Quelle joie de vivre (Che gioia vivere)
- 1963 : Le Jour et l'Heure
- 1964 : Les Félins
- 1966 : Paris brûle-t-il ?
- 1969 : Le Passager de la pluie
- 1971 : La Maison sous les arbres
- 1972 : La Course du lièvre à travers les champs
- 1975 : La Baby-Sitter (autre titre Jeune fille libre le soir)

### Courts métrages
- 1931 : César chez les Gaulois
- 1934 : On demande une brute de Charles Barrois (assistant réalisateur)
- 1935 : Évasion
- 1936 : Soigne ton gauche
- 1937 : La Symphonie française du travail
- 1937 : L'Arabie interdite
- 1938 : La Grande Chartreuse
- 1939 : Paris la nuit
- 1939 : La Bièvre, fille perdue
- 1940 : Le Triage
- 1940 : Toulouse
- 1941 : Chefs de demain
- 1942 : Ceux du rail
- 1943 : La Grande Pastorale
- 1944 : Paris sous la botte

## Box-office
| Film                    | Années | Entrées           |
| ----------------------- | ------ | ----------------- |
| Le Père tranquille      | 1946   | 6 138 877 entrées |
| La Bataille du rail     | 1946   | 5 727 203 entrées |
| Paris brûle-t-il ?      | 1966   | 4 946 274 entrées |
| Jeux interdits          | 1952   | 4 910 835 entrées |
| Le Passager de la pluie | 1969   | 4 763 822 entrées |
| Gervaise                | 1956   | 4 108 173 entrées |

## Distinctions
Sauf indication contraire, les informations mentionnées dans cette section peuvent être confirmées par la base de données cinématographiques IMDb,  présente dans la section « Liens externes ».

### Récompenses
- Festival de Cannes :
  - 1946 : Grand Prix International de la mise en scène et Prix du Jury International pour La Bataille du rail[3]
  - 1947 : Grand Prix - films d'aventures et policiers pour Les Maudits[12]
  - 1949 : Prix de la mise en scène pour Au-delà des grilles[13]
  - 1954 : Prix spécial du Jury pour Monsieur Ripois[14]
- César du cinéma :
  - 1984 : César d'honneur[15]
- Oscar du meilleur film en langue étrangère :
  - 1951 : pour Au-delà des grilles[16]
  - 1953 : pour Jeux interdits[5]
- Mostra de Venise :
  - 1952 : Lion d'or pour Jeux interdits[4]
  - 1956 : prix FIPRESCI pour Gervaise[17]
- Prix du meilleur film français du Syndicat français de la critique de cinéma :
  - 1946 : pour La Bataille du rail
- Blue Ribbon Awards du meilleur film en langue étrangère :
  - 1954 : pour Jeux interdits
  - 1957 : pour Gervaise
- Bodil du meilleur film européen :
  - 1954 pour Jeux interdits
- Prix Edgar-Allan-Poe du meilleur film étranger :
  - 1962 : pour Plein Soleil[18]
- Prix Kinema Junpō du meilleur film en langue étrangère :
  - 1954 : pour Jeux interdits
  - 1957 : pour Gervaise[19]

### Sélections
- Festival de Cannes :
  - 1946 : Grand Prix pour La Bataille du rail et Le Père tranquille[20]
  - 1949 : Grand Prix pour Au-delà des grilles[13]
  - 1954 : Grand Prix pour Monsieur Ripois[14]
  - 1961 : Palme d'or pour Quelle joie de vivre[21]
- Oscar du meilleur film en langue étrangère :
  - 1957 : pour Gervaise[22]
- BAFTA :
  - 1955 : Prix du meilleur scénario britannique pour Monsieur Ripois avec Hugh Mills[23]
- Mostra de Venise :
  - 1956 : Lion d'or pour Gervaise[24]

### Documentaire
- 2013 : René Clément, témoin et poète, documentaire d'Alain Ferrari

### Radio
- Jean Couturier et Irène Omélianenko, René Clément, Le Bon plaisir, France Culture, Madelen/INA, 27 juin 1987 [écouter en ligne].